# Leica SL
Das Leica SL-System ist ein spiegelloses, digitales Kamerasystem der Firma Leica Camera AG für das Kleinbild-Format. Das System wurde am 20. Oktober 2015 in Wetzlar veröffentlicht. Die erste Kamera dieser Produktreihe war die Leica SL (Typ 601) mit einem Bildsensor 24 Megapixeln, einem elektronischen Sucher mit 4,4 Megapixeln Auflösung und Autofokus. Im November 2019 erschien das Nachfolgemodell, die SL2 mit einem 47-Megapixel-Sensor, Sensor-Shift-Bildstabilisator, Multishot-Modus mit 187 Megapixeln Auflösung und IP54-Zertifizierung. Sie wird in Deutschland hergestellt. Seit Ende 2020 wird zudem die SL2-S mit einem sehr lichtempfindlichen 24-Megapixel-Sensor angeboten.

## L-Bajonett
Das Leica-L-Bajonett wurde mit der Leica T (Typ 701) im April 2014 eingeführt. Leica-T/TL-Objektive sind für APS-C-Sensoren ausgelegt. Leica-SL-Objektive hingegen sind für Sensoren im Kleinbild-Format ausgelegt. Die Bajonettschnittstellen sind weitgehend gleich. Der einzige Unterschied besteht in einer zusätzlichen, äußeren Dichtung im SL-Bajonett. Die Objektive der beiden Systeme sind zueinander kompatibel. Bei Verwendung eines T/TL-Objektivs ist die Auflösung wegen des kleineren Bildkreises auf 10 MP (3936 × 2624 Pixel) reduziert.
Im September 2018 hat Leica zusammen mit den japanischen Unternehmen Panasonic und Sigma die L-Bajonett-Allianz gebildet. Auch diese beiden Unternehmen bieten seit 2019 kompatible Kameragehäuse und Objektive an.
Für das L-Bajonett sind Adapter von Leica für das M-, S-, und R-Bajonett erhältlich. Weiter gibt es Adapter von anderen Herstellern wie Novoflex und Sigma für andere Bajonettanschlüsse.

## SL-Kameragehäuse

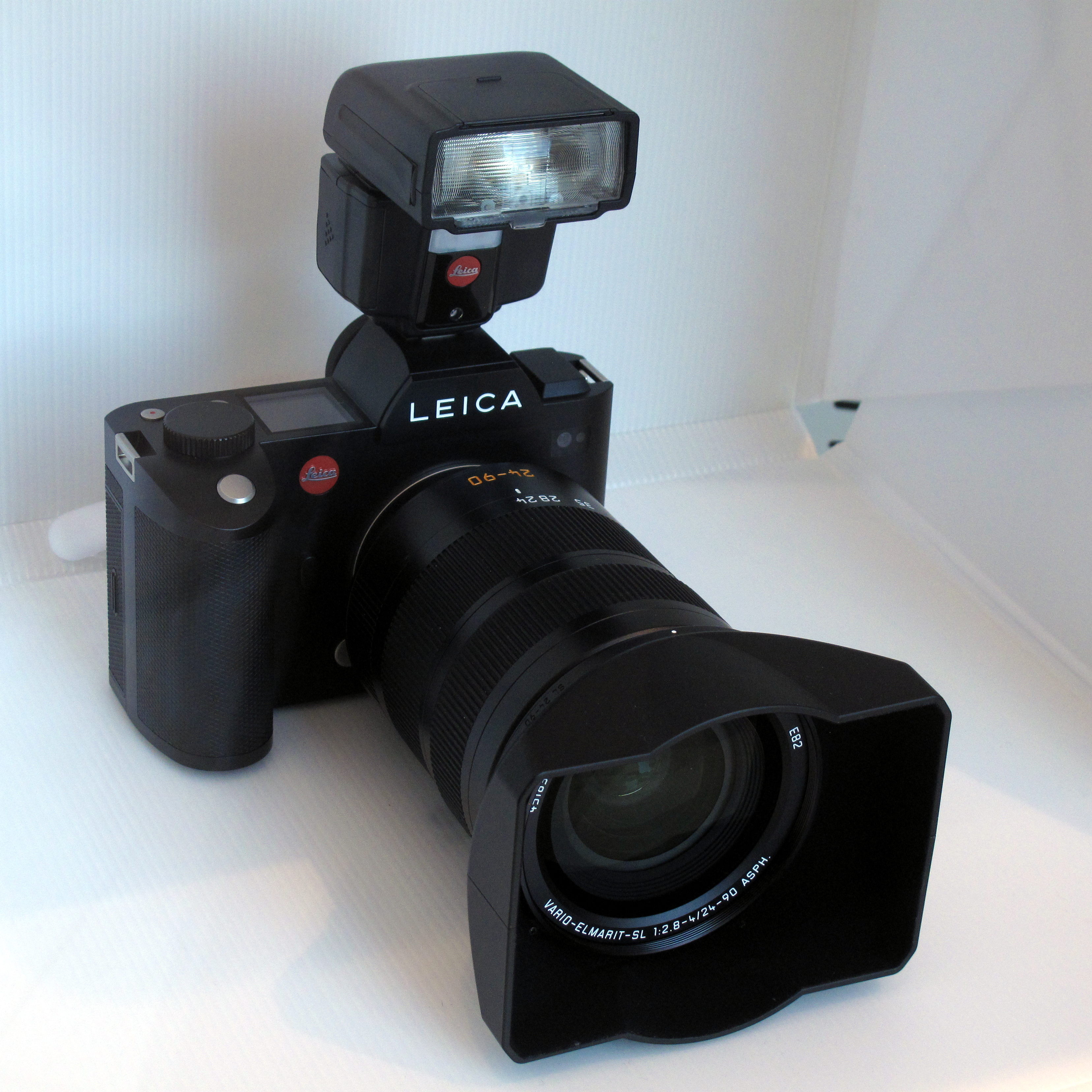
Leica SL mit Objektiv 1:2,8–4,0 / 24–90 ASPH

### Tethered Shooting
Es ist möglich, die SL-Kameras über den USB-Port mit einem Computer fernzusteuern. Dafür gibt es unter anderem die Software Leica Image Shuttle für Mac und Windows Systeme.

### Leica SL (Typ 601)
Das Kameragehäuse wurde am 20. Oktober 2015 im Firmensitz in Wetzlar vorgestellt. Es wird aus Aluminium hergestellt und ist gegen Staub und Spritzwasser geschützt. Der Bildsensor hat eine Bildauflösung von 6000 × 4000 Bildpunkten (24 MP) und einen Belichtungsindex von ISO 50 bis 50.000. Sie hat einen eingebauten elektronischen Sucher mit einer Bildauflösung von 4,4 Millionen Bildpunkten. Die maximale Bildrate liegt bei elf Bildern pro Sekunde. Videos können in 4K-Auflösung mit 25 oder 30 Bildern pro Sekunde oder in Full-HD mit bis zu 120 Bilder pro Sekunde aufgezeichnet werden. Cine4K-Auflösung (UHD) mit 4.096 × 2.160 Pixeln (17:9) mit 24 Bildern pro Sekunde ist auch möglich. Die HDMI-Schnittstelle bietet eine 4:2:2-Ausgabe mit 10 Bit, auf Speicherkarte kann mit 8 Bit 4:2:0 aufgenommen werden. Gespeichert wird im MP4- oder MOV-Dateiformat. Leica SL (Typ 601) hat einen fest verbauten Bildschirm 7,5 Zentimetern Diagonale mit 1,04 Millionen Bildpunkten Auflösung. Die SL hat einen Touchscreen, entsprechend hat sie auch einen Touch-Autofokus. Die Blitzsynchronzeit beträgt 1/250 s und die längste einstellbare Belichtungszeit ist 60 Sekunden. Mit einer Akkuladung schafft die SL 400 Bilder nach CIPA-Standard.

### Leica SL2 (Typ 2998) und SL2-S (Typ 9584)

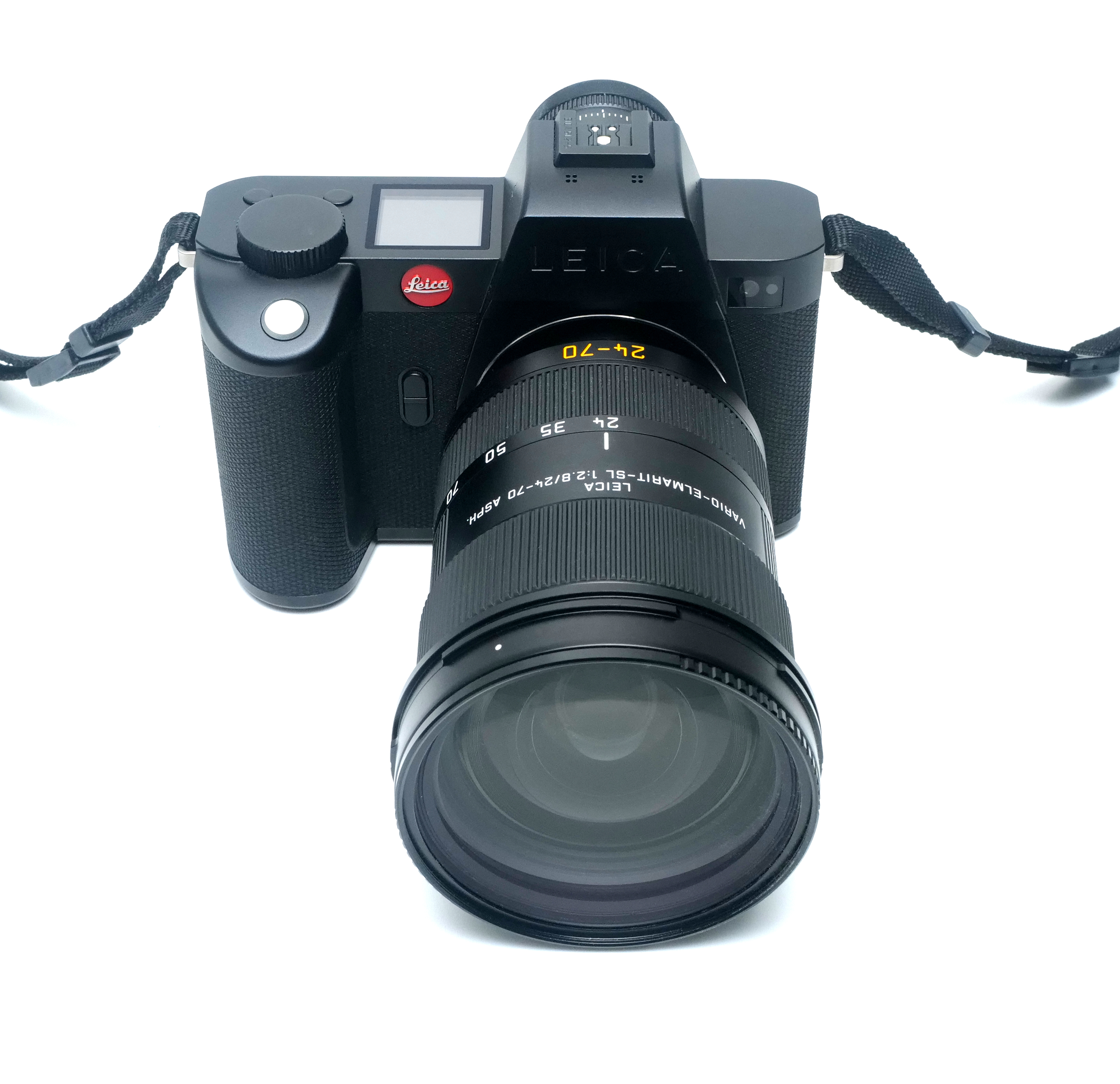
Leica SL2-S Typ-Nr. 9584

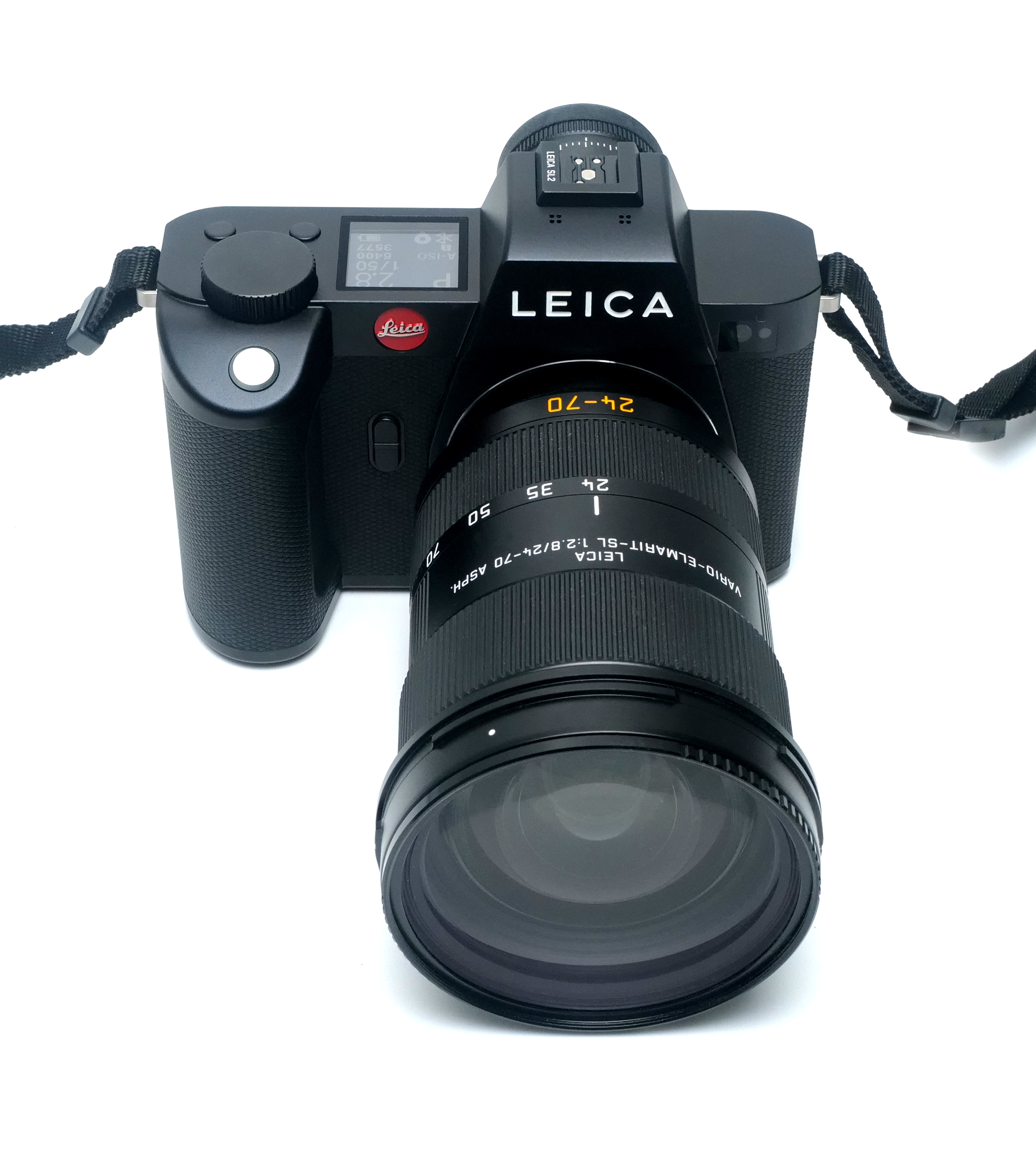
Leica SL2 Typ-Nr. 2998

Die Gehäuse sind IP54-zertifiziert. Sie verfügen auch über einen mechanischen Verschluss (bis 1/8000 Sekunde); der lautlose E-Verschluss hat Zeiten von 1/16.000 s bei der SL2-S und 1/40.000 s bei der SL2. Die Kameras verfügen über ein neues Bedienkonzept. Die SL2 hat 47 Megapixel und die SL2-S 24 Megapixel. Beide haben einen CMOS-Sensor. Der Sensor der SL2-S arbeitet zusätzlich mit rückwärtiger Belichtung (BSI). Zwecks der Bildstabilisierung sind die Sensoren beweglich gelagert. Damit sind bis zu 5,5 Blendenstufen längere Belichtungszeiten möglich. Beide besitzen einen Sensor-Shift-Bildstabilisator für die Multishot-Funktion die acht Aufnahmen mit leichtem Versatz zu einem 187 Megapixel auflösenden DNG bei der SL2 und 96 Megapixel bei der SL2-S kombiniert. Die maximale Empfindlichkeit der SL2 beträgt ISO 50.000 und von der SL2-S ISO 100.000. Beide Modelle haben einen Maestro-III-Bildprozessor und vier Gigabyte Pufferspeicher. Fotos werden auf SD-Karten gespeichert. Zwei SD-Karten Steckplätze sind vorhanden. Beide sind auch UHS-II-kompatibel. Es können JPEG- und DNG-Aufnahmen getrennt gespeichert werden. Die Blitzsynchronzeit beträgt 1/250 s und im Bulb-Modus sind Verschlusszeiteiten bis zu 30 Minuten möglich. Mit einer Akkuladung schafft die SL2 450 Aufnahmen und die SL2-S 510 Aufnahmen nach CIPA-Standard.

### Leica SL3

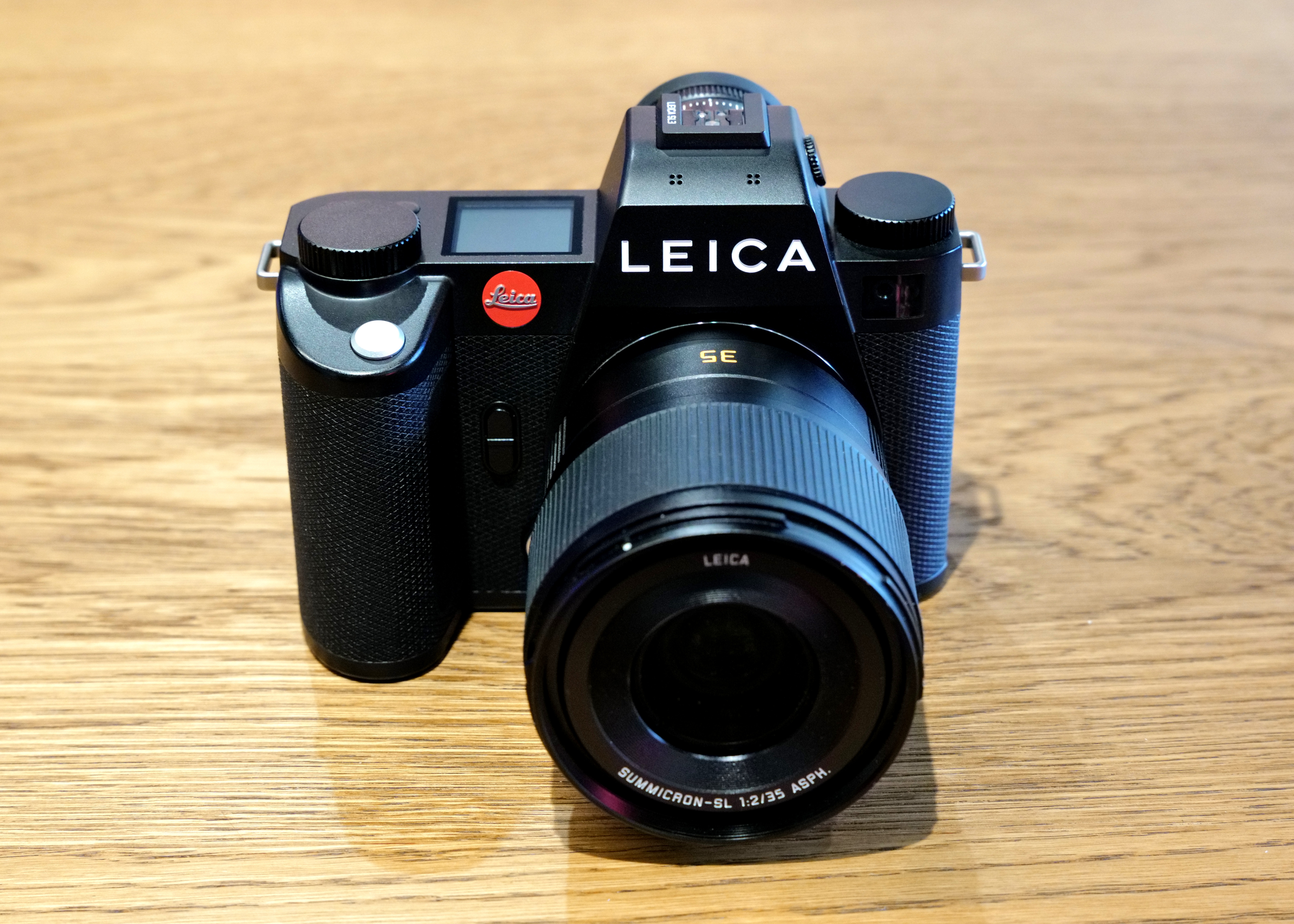
Leica SL3 Typ 5404

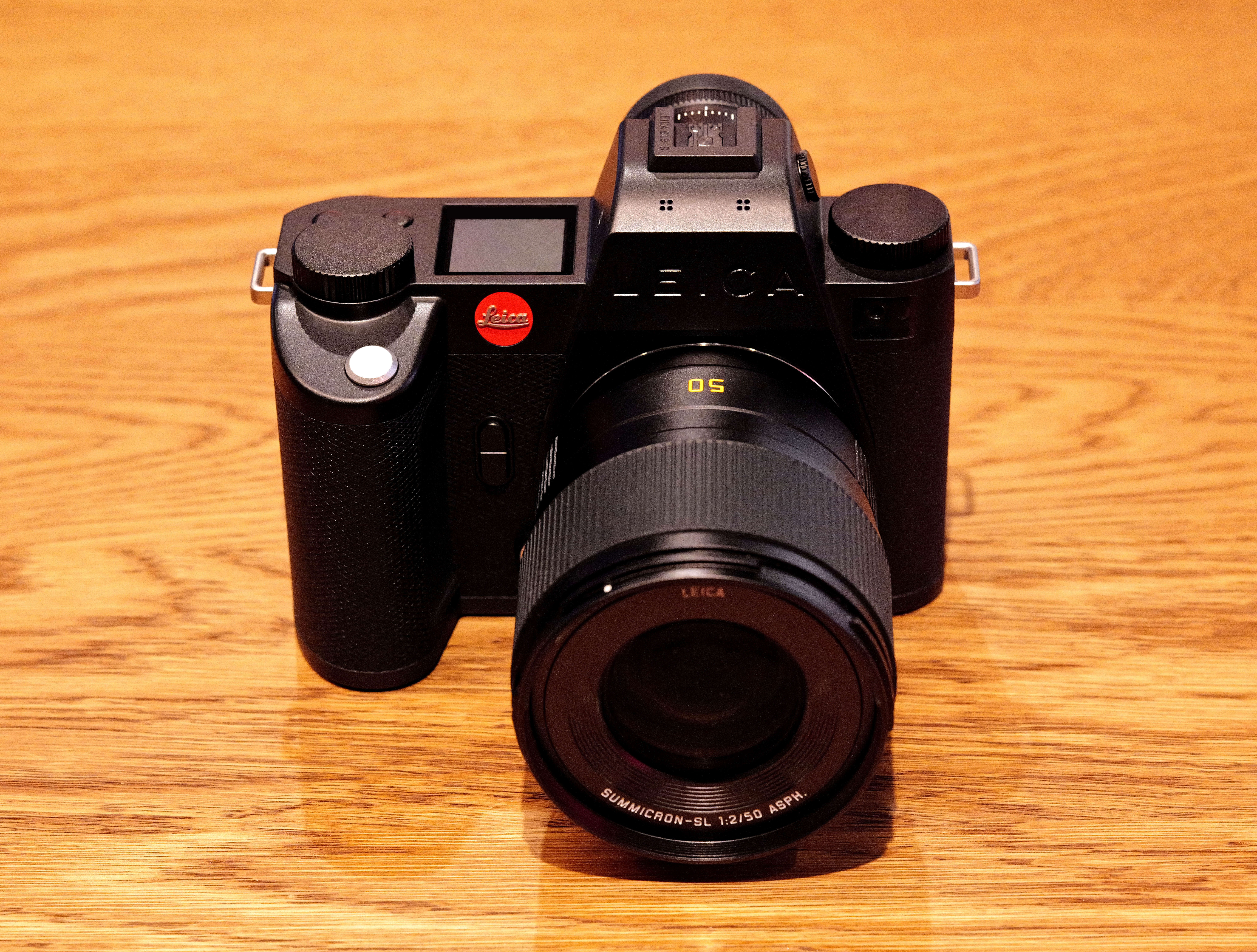
Leica SL3-S Typ 4506

Am 7. März 2024 wurde die Leica SL3 vorgestellt. Die Kamera besitzt einen 60 MP Vollformat-BSI-CMOS-Sensor (9528 × 6328 Pixel) mit Triple Resolution Technology, der auch in der M11 und Q3 verbaut wird. Wie die SL2-Modelle hat sie In-Body Image Stabilisation (IBIS) und ein L-Mount-Bajonett. Neu hinzugekommen ist der Phasen Detections Autofokus für eine bessere Fokussierung. Der OLED-Sucher hat 5,67 Mio. Dots. Neu ist auch das neigbare 3,2″-Display mit 2,3 Mio. Dots. Videos kann man bis zu 8K aufnehmen. Die Kamera hat verschiedene Videoformate einschließlich .h265 und ProRes. Die SL3 weist die Schutzart IP54 im Hinblick auf den Staub- und Spritzwasserschutz auf. Es sind zwei Speicherkartenschächte vorhanden: einer für CFexpress Type B und der andere für SD-Karten. Ein zusätzliches Einstellrad auf der linken Seite vom Sucher wird für die Einstellung der ISO Werte genutzt, kann aber auch in den Kameraeinstellungen für andere Funktionen aktiviert werden. Die Farbtiefe beträgt 14 Bit bei DNG und bei JPG 8 Bit. Der ISO-Bereich beträgt 50 – 100.000. Die Blitzsynchronzeit beträgt 1/200 s und im Bulb-Modus sind Verschlusszeiteiten bis zu 30 Minuten möglich.

Leica SL3-S
Am 16. Januar 2025 wurde die Leica SL3-S vorgestellt. Die Kamera besitzt einen 24 MP Vollformat-BSI-CMOS-Sensor (6000 × 4000 Pixel). Sie unterstützt Content Credentials Technologie gemäß der Content Authenticity Initiative. Damit lässt sich nachweisen, dass die Fotos digital unverändert sind. Der Autofokus ist gegenüber der SL3 deutlich schneller. Es sind jetzt 30 Serienbilder pro Sekunde mit Autofokus-Verfolgung möglich. Wie das SL3-Modell hat sie In-Body Image Stabilisation (IBIS), ein L-Mount-Bajonett und ein neigbares 3,2″-Display mit 2,3 Mio. Dots. Der OLED-Sucher hat 5,67 Mio. Dots. Neben der internen Videoaufzeichnung in 6K30 ist auch eine 5,9K30 Raw-Videoausgabe via HDMI möglich. Aufzeichnungen in ProRes 4:2:2HQ in 5,8K30 oder C4K60 ohne Zeitbegrenzung sind möglich allerdings ist dazu eine CFexpress-Karte oder eine (ext)SSD erforderlich. Für die Synchronisation von Bild und Ton verfügt die SL3-S über eine Timecode-Schnittstelle. Für eine nachträgliche Gradation ist eine Videoaufnahme mit L-Log (Leica Log) möglich. Die SL3-S weist die Schutzart IP54 im Hinblick auf den Staub- und Spritzwasserschutz auf. Es sind zwei Speicherkartenschächte vorhanden: einer für CFexpress Type B und der andere für SD-Karten (UHSII). Ein zusätzliches Einstellrad auf der linken Seite vom Sucher wird für die Einstellung der ISO Werte genutzt, kann aber auch in den Kameraeinstellungen für andere Funktionen aktiviert werden. Die Farbtiefe beträgt 14 Bit bei DNG und bei JPG 8 Bit. Der ISO-Bereich beträgt 50 – 200.000. Die Blitzsynchronzeit beträgt 1/200 s und im Bulb-Modus sind Verschlusszeiten bis zu 30 Minuten möglich.

## SL-Objektive

### Festbrennweiten

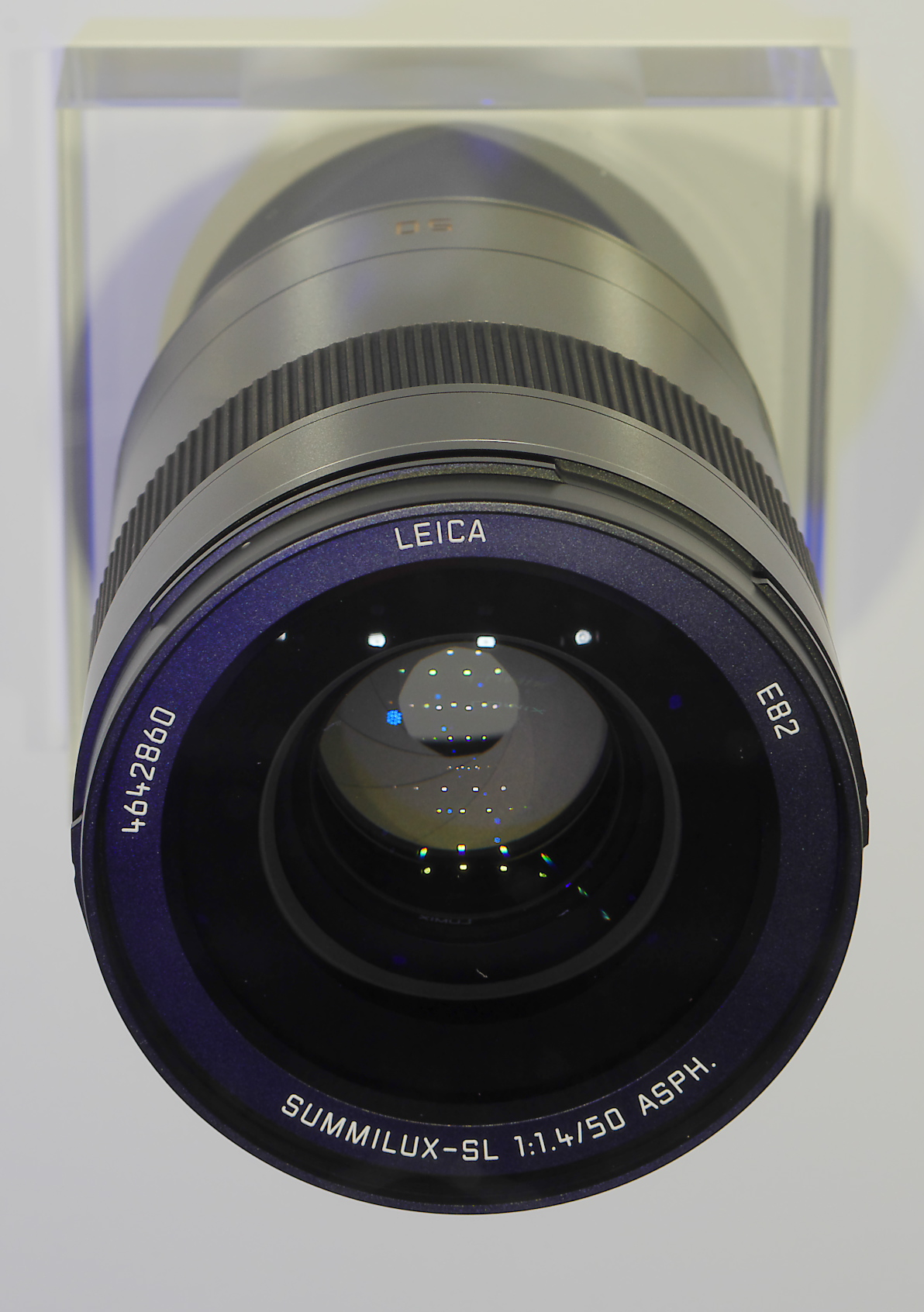
Leica Summilux-SL 50 mm 1:1,4, Normalobjektiv für das L-Bajonett-System

| Objektivbezeichnung           | Maße [ø × Länge in mm] | Naheinstellgrenze [mm] | Bemerkungen       | Quelle        |
| ----------------------------- | ---------------------- | ---------------------- | ----------------- | ------------- |
| APO-Summicron-SL 1:2/28 ASPH. | 73 × 102               | 240                    | Innenfokussierung |               |
| Summicron-SL 1:2/35 ASPH.     | 74,5 × 83              | 240                    | Innenfokussierung |               |
| APO-Summicron-SL 1:2/35 ASPH. | 73 × 102               | 270                    | Innenfokussierung | [ 11 ]        |
| Summicron-SL 1:2/50 ASPH.     | 74,5 × 83              | 450                    | Innenfokussierung |               |
| APO-Summicron-SL 1:2/50 ASPH. | 73 × 102               | 350                    | Innenfokussierung | [ 12 ]        |
| Summilux-SL 1:1,4/50 ASPH.    | 88 × 124               | 600                    | Innenfokussierung | [ 13 ]        |
| APO-Summicron-SL 1:2/75 ASPH. | 73 × 102               | 500                    | Innenfokussierung | [ 11 ] [ 14 ] |
| APO-Summicron-SL 1:2/90 ASPH. | 73 × 102               | 600                    | Innenfokussierung | [ 11 ] [ 14 ] |

### Vario-Objektive

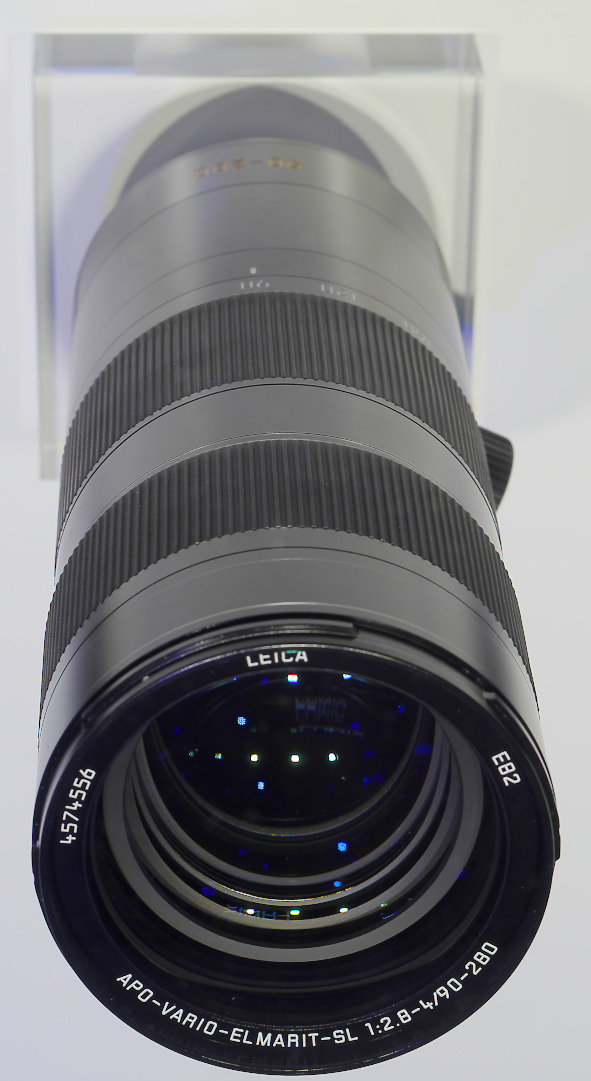
Apo-Vario-Elmarit-SL, 90-280 mm

| Objektivbezeichnung                        | Maße [ø × Länge in mm] | Naheinstellgrenze [mm] | Bemerkungen | Quelle               |
| ------------------------------------------ | ---------------------- | ---------------------- | --- | -------------------- |
| Super-Vario-Elmar-SL 1:3,5–4,5/16–35 ASPH. | 88 × 123               | 250                    | verfügbar seit April 2018 | [ 15 ]               |
| Vario-Elmarit-SL 1:2,8/24–70 ASPH.         | 88 × 123               | 180                    | seit Mai 2021; Innenfokussierung, Autofokus (mit Schrittmotor), die Bildstabilisierung liegt seit den SL2-Modellen im Kameragehäuse. | [ 18 ]               |
| Vario-Elmarit-SL 1:2,8–4/24–90 ASPH.       | 88 × 138               | 300 (bei f=24 mm)      | Gegenlichtblende | [ 19 ] [ 20 ] [ 21 ] |
| APO-Vario-Elmarit-SL 1:2,8–4/90–280        | 88 × 238               | 600 (bei f=90 mm)      | Innenfokussierung, optischer Bildstabilisator, Gegenlichtblende, arretierbare Stativschelle                                          | [ 22 ]               |

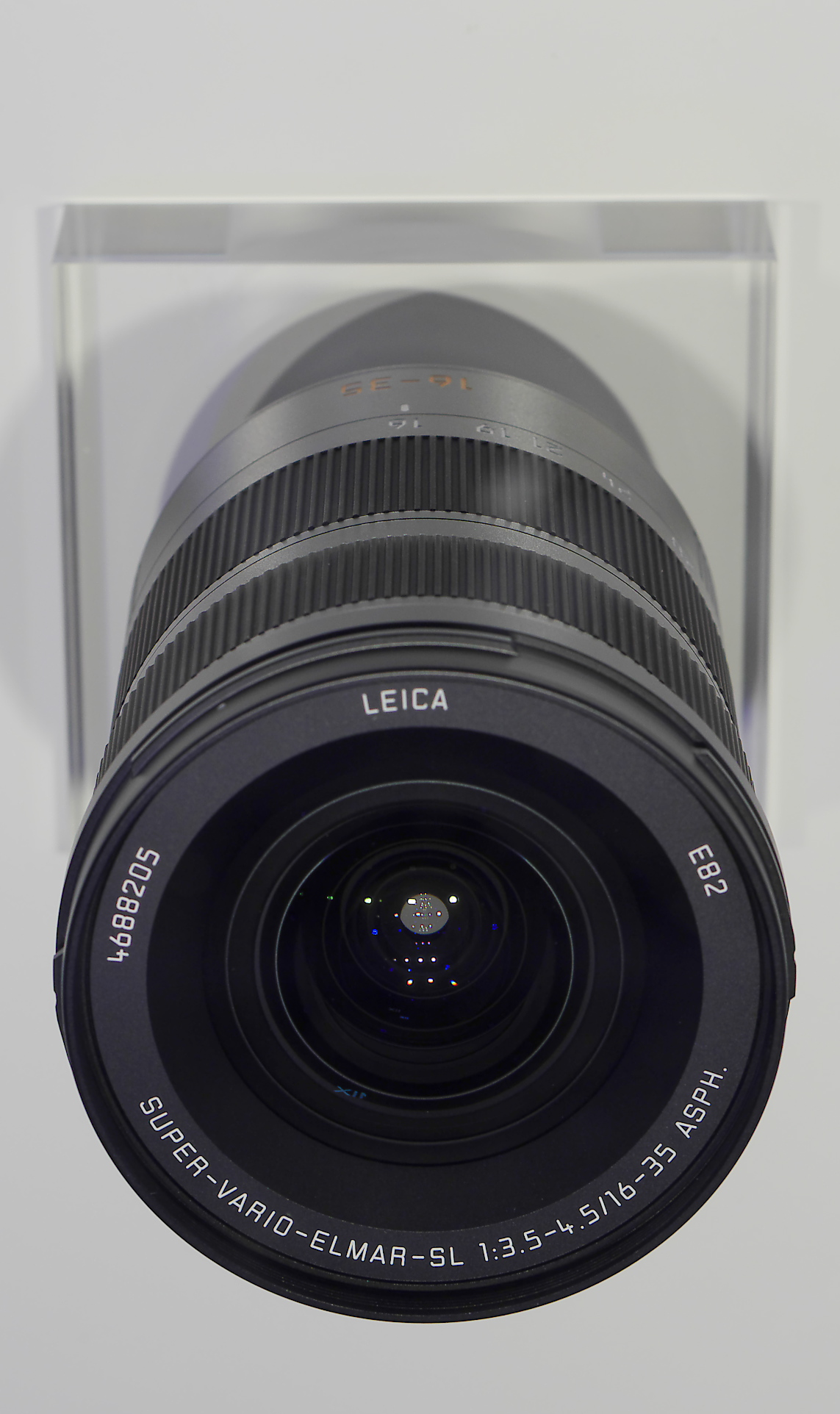
Super-Vario-Elmar-SL 16–35 mm 1:3,5–4,5; Ultraweitwinkelzoomobjektiv
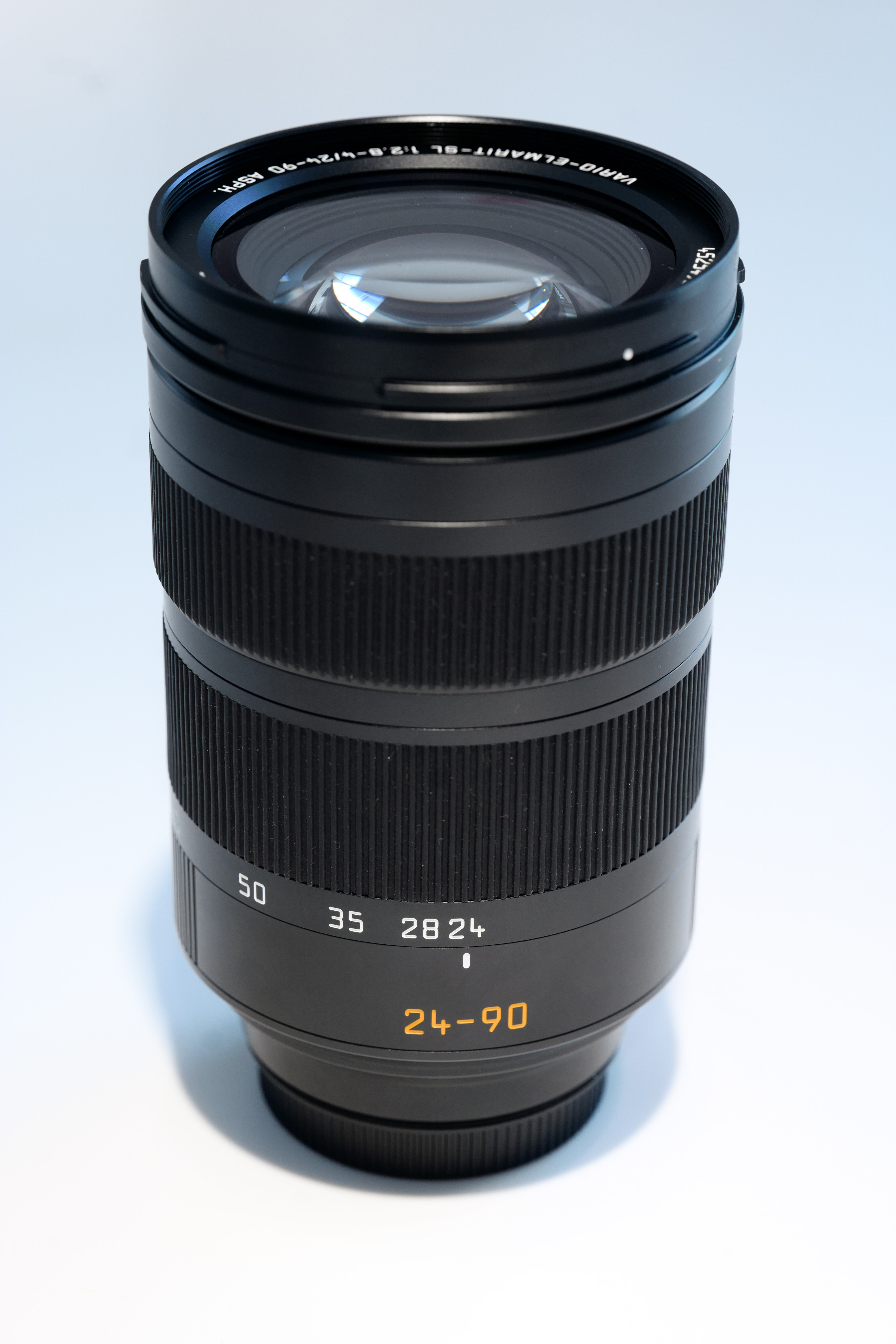
Vario-Elmarit-SL 1:2,8–4/24–90 ASPH.
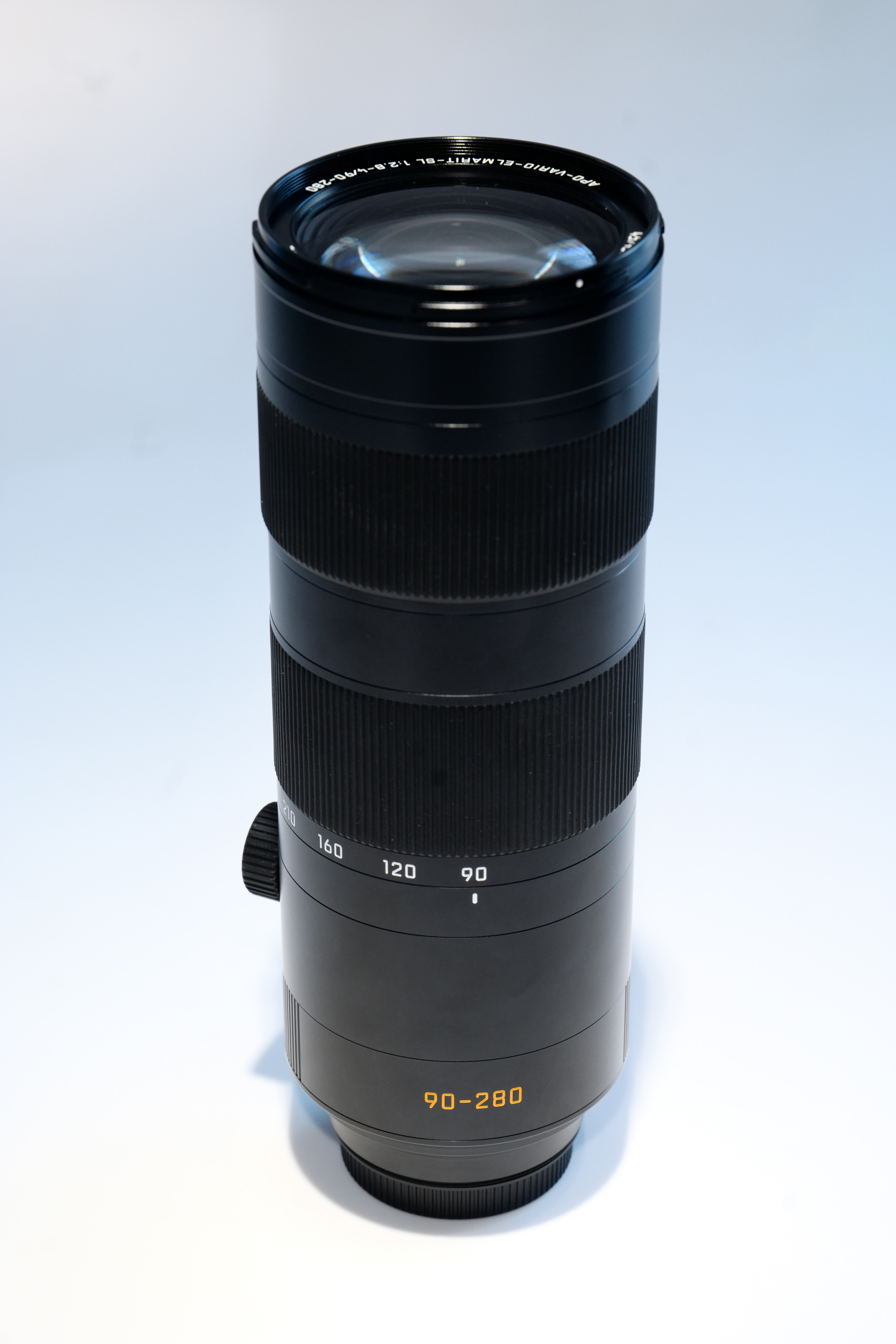
APO-Vario-Elmarit-SL 1:2,8–4/90–280